# Vytenis Andriukaitis

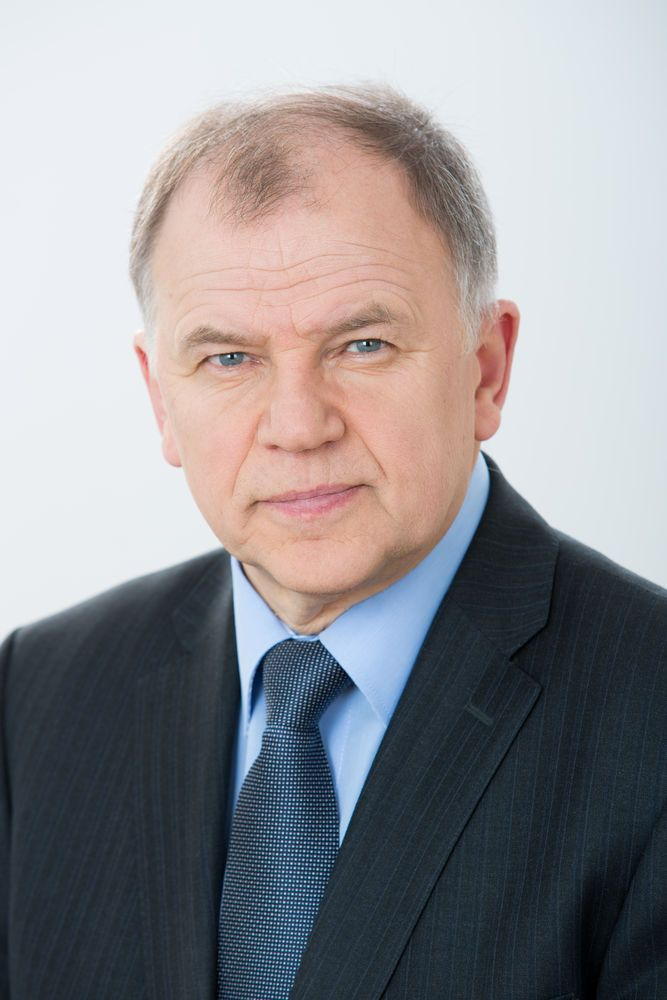
Vytenis Andriukaitis

Vytenis Povilas Andriukaitis (* 9. August 1951 in Kjusjur, Jakutische Autonome Sozialistische Sowjetrepublik, Sowjetunion) ist ein litauischer sozialdemokratischer Politiker. Er war von November 2014 bis November 2019 EU-Kommissar für Gesundheit und Lebensmittelsicherheit. Seit 2024 ist er Mitglied des Europäischen Parlaments.

## Leben
Andriukaitis wurde in Sibirien geboren, wohin seine litauischen Eltern 1941 vom stalinistischen Regime deportiert worden waren. Erst gegen Ende der 50er-Jahre konnte die Familie nach Litauen zurückkehren. 1969 bestand Vytenis Andriukaitis an der 24. Mittelschule in Kaunas mit Auszeichnung die Abiturprüfung. Von 1969 bis 1975 absolvierte er ein Studium der Chirurgie am Medizinischen Institut Kaunas, von 1979 bis 1984 studierte er Geschichte an der Universität Vilnius. Von 1976 bis 1984 arbeitete er als Chirurg im Krankenhaus Ignalina.
1980 machte er einen Abschluss in Militärchirurgie in Riga. Von
1985 bis 1993 arbeitete er beim Klinischen Krankenhaus Vilnius als Kardiochirurg.
1988–1989 war er Mitglied der Unabhängigkeitsbewegung Sąjūdis. Von 1989 bis 1999 und 2001 war er stellvertretender Vorsitzender der Sozialdemokratischen Partei Litauens, von 1999 bis 2000 ihr Vorsitzender.
Von 1992 bis 2004 und von 2008 bis 2014 gehörte er dem litauischen Parlament (Seimas) an, von 2001 bis 2004 als dessen Vizepräsident. Von 2012 bis Juni 2014 war er Gesundheitsminister Litauens. Von November 2014 bis November 2019 war er EU-Kommissar für Gesundheit und Lebensmittelsicherheit.
Bei der Europawahl 2024 wurde er ins Europäische Parlament gewählt. Dort ist er Mitglied im Ausschuss für Umweltfragen, öffentliche Gesundheit und Lebensmittelsicherheit und im Unterausschuss für öffentliche Gesundheit sowie stellvertretendes Mitglied im Ausschuss für konstitutionelle Fragen. Er ist zudem Mitglied der Delegationen für die Beziehungen zu Belarus und zu Zentralasien und der Delegation im Parlamentarischen Partnerschaftsausschuss EU-Armenien, im Ausschuss für parlamentarische Kooperation EU-Aserbaidschan und im Parlamentarischen Assoziationsausschuss EU-Georgien.
Außer Litauisch spricht Andriukaitis auch Polnisch, Englisch, Russisch, Deutsch und Esperanto. Er ist verheiratet und hat drei Kinder.
Andriukaitis befürwortet die erneute Zulassung des Unkrautvertilgungsmittels Glyphosat für weitere 10 Jahre in der EU.